# Telema
Ne doit pas être confondu avec Téléma.
Genre
Telema est un genre d'araignées aranéomorphes de la famille des Telemidae.

## Distribution
Les espèces de ce genre se rencontrent en Chine, au Japon, en Corée du Sud, en France, en Espagne et au Guatemala.

## Liste des espèces
Selon World Spider Catalog (version 24, 24/07/2023) :
- Telema auricoma Lin & Li, 2010
- Telema coreana Oh, Choi & Lee, 2023
- Telema guihua Lin & Li, 2010
- Telema mayana Gertsch, 1973
- Telema nipponica (Yaginuma, 1972)
- Telema tenella Simon, 1882
- Telema wunderlichi Song & Zhu, 1994

Selon World Spider Catalog (version 23.5, 2023) :
- † Telema moritzi Wunderlich, 2004

## Systématique et taxinomie
Ce genre a été décrit par Simon en 1882 dans les Dysderidae. Il a été révisé par Zhao, Li et Zhang en 2020.

## Publication originale
- Simon, 1882 : « Études Arachnologiques. 13e Mémoire. XX. Descriptions d'espèces et de genres nouveaux de la famille des Dysderidae. » Annales de la Société entomologique de France, sér. 6, vol. 2, p. 201-240 (texte intégral).